# Museu d'Art Modern de Ceret
El Museu d'Art Modern de Ceret és un museu especialitzat, com el seu nom indica, en art modern que es troba a la vila de Ceret, de la comarca del Vallespir, a la Catalunya del Nord.
Està situat al centre de la vila, al número 8 del bulevard del Mariscal Joffre.
La seva directora durant més de 20 anys fou la historiadora de l'art Josefina Matamoros. És el principal museu d'art de la Catalunya del Nord. Va ser creat per Pierre Brune i Frank Burty Haviland el 1950, i ha guanyat en els últims anys una gran dimensió internacional. Des de l'1 de gener del 2005 s'ha convertit en una institució pública de cooperació cultural, gestionada per la vila de Ceret, el Consell dels Pirineus Orientals i la regió, actualment denominada Occitània.
L'any 2008 fou el 41è museu més visitat de França. La tardor de 2019 va tancar les portes amb motiu d'una remodelació i es preveu la seva reobertura pel 5 de març de 2022.

## Història

### Cubistes a Ceret
El gener del 1910, el pintor Frank Burty Haviland, l'escultor català Manolo Hugué, i el compositor Deodat de Séverac van decidir instal·lar-se a Ceret. Entre 1911 i 1913, van convidar els seus amics del barri parisenc de Montmartre, que es trobaven en ple període cubista. Vindrien Pablo Picasso, Georges Braque, Auguste Herbin, Max Jacob, Juan Gris i Jean Marchand, entre d'altres.
Alguns d'aquests tornarien a la ciutat després de la Primera Guerra Mundial, com Auguste Herbin, Manolo Hugué i Juan Gris. Més endavant, tot fugint de l'exèrcit nazi durant la Segona Guerra Mundial, artistes com Tristan Tzara i Jean Dubuffet es van refugiar a la vila. Pierre Brune, Pinchus Krémègne i Frank Burty Haviland hi fixarien la seva residència permanent.

### La donació
Entre 1934 i 1950 la vídua de Michael Aribaud (arxiver de la vila, que havia conegut els artistes durant la seva estada a Ceret i havia adquirit algunes de les seves obres) va donar a la ciutat obres d'Herbin, Gris, Kisling i Manolo Hugué. Pierre Brune i Frank Burty-Haviland van pensar ràpidament a crear un museu d'art modern per rememorar l'aventura artística de la vila.
Van contactar amb tots els artistes que havien passat per Ceret i hi havien pintat. Gràcies a Pablo Picasso i Henri Matisse en particular, van aconseguir reunir una bona col·lecció i convèncer l'ajuntament. El museu va obrir les portes el 18 de juny del 1950, en els passadissos d'un antic convent carmelita del segle xvii. L'associació d'Amics del Museu de Ceret dona suport a les seves activitats.

### Ampliació
La reputació del museu va anar creixent de tal manera que l'any 1980 la vila va decidir ampliar-lo i rehabilitar l'edifici. El President François Mitterrand va inaugurar el nou edifici, al Bulevard del Mariscal Joffre, el 17 de desembre del 1993.

## Col·lecció
- Vincent Bioulès
- Georges Braque

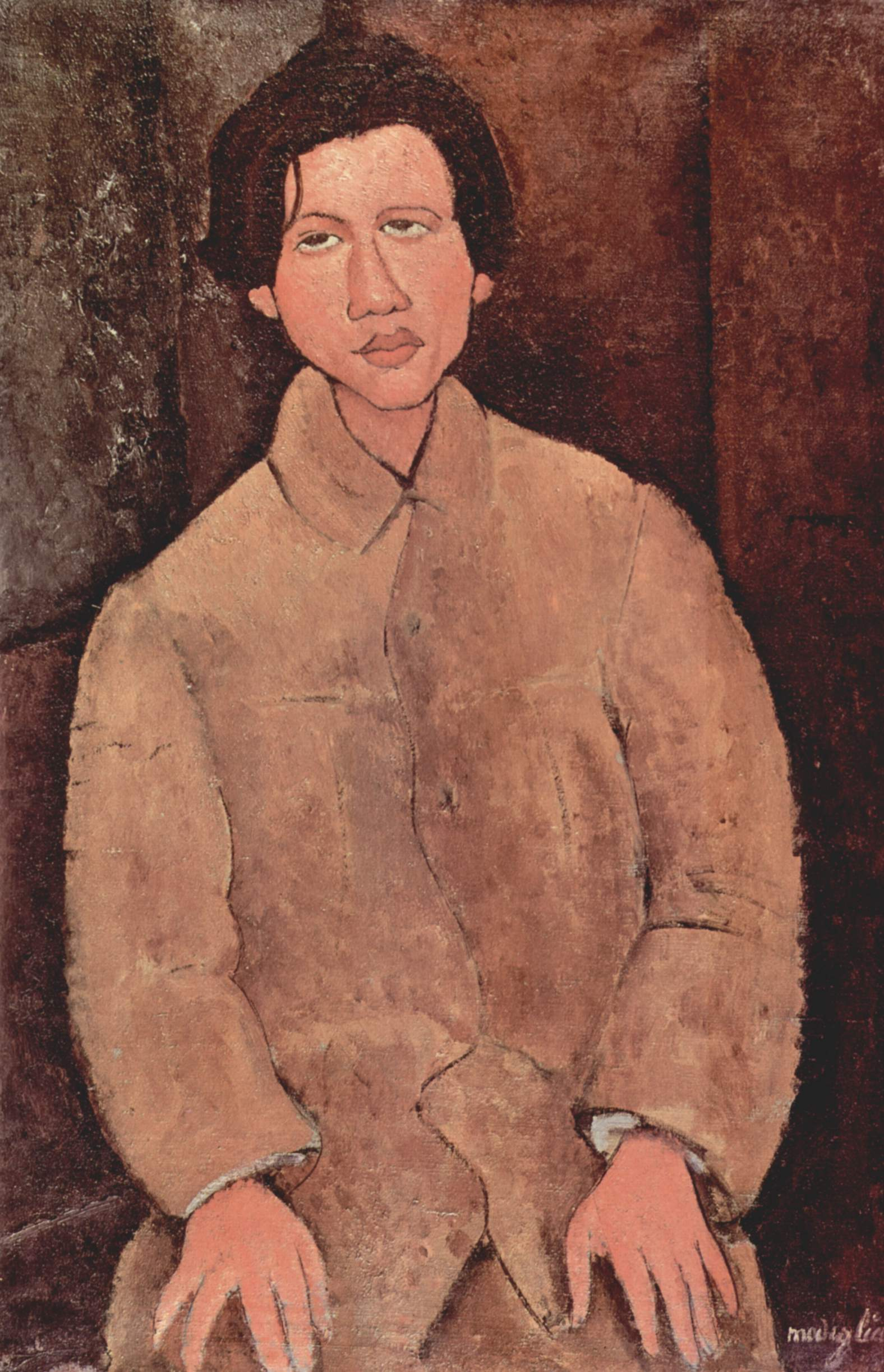
Retrat de Chaïm Soutine par Amedeo Modigliani, 1916

- Tom Carr — El grup d'escultures permanents “I by Numbers” (2007)
- Marc Chagall — La gent del viatge (1968), La guerra (1943), La crucifixió (1925), La vaca del para-sol (1942)
- Salvador Dalí
- Jean Dufy
- Toni Grand
- Juan Gris — Got i diari (1916), La ballarina (1924), Arlequí (1922), Torero (1913)
- Auguste Herbin
- Max Jacob
- Pinchus Krémègne
- Arístides Maillol
- Albert Marquet
- André Masson
- Henri Matisse— Barques a Cotlliure (1905), Sargidores de filets (1905)
- Joan Miró — Dona ocell (1972), Personatge ocell (1979)
- Pablo Picasso— Retrat de Corina Jáuregui Malgà (la dona de Pere Romeu, 1902), Natura morta amb crani i pitxer (1943)
- Chaïm Soutine — Vista del barri antic de Ceret (1919), Plàtans a Ceret a la plaça de la Llibertat (1919)
- Antoni Tàpies — Finestra ocre sobre negre (1981), El gerro (1981), Transformació #6327 (1990), Díptic mural (1990)
- Claude Viallat.

## Directors del museu

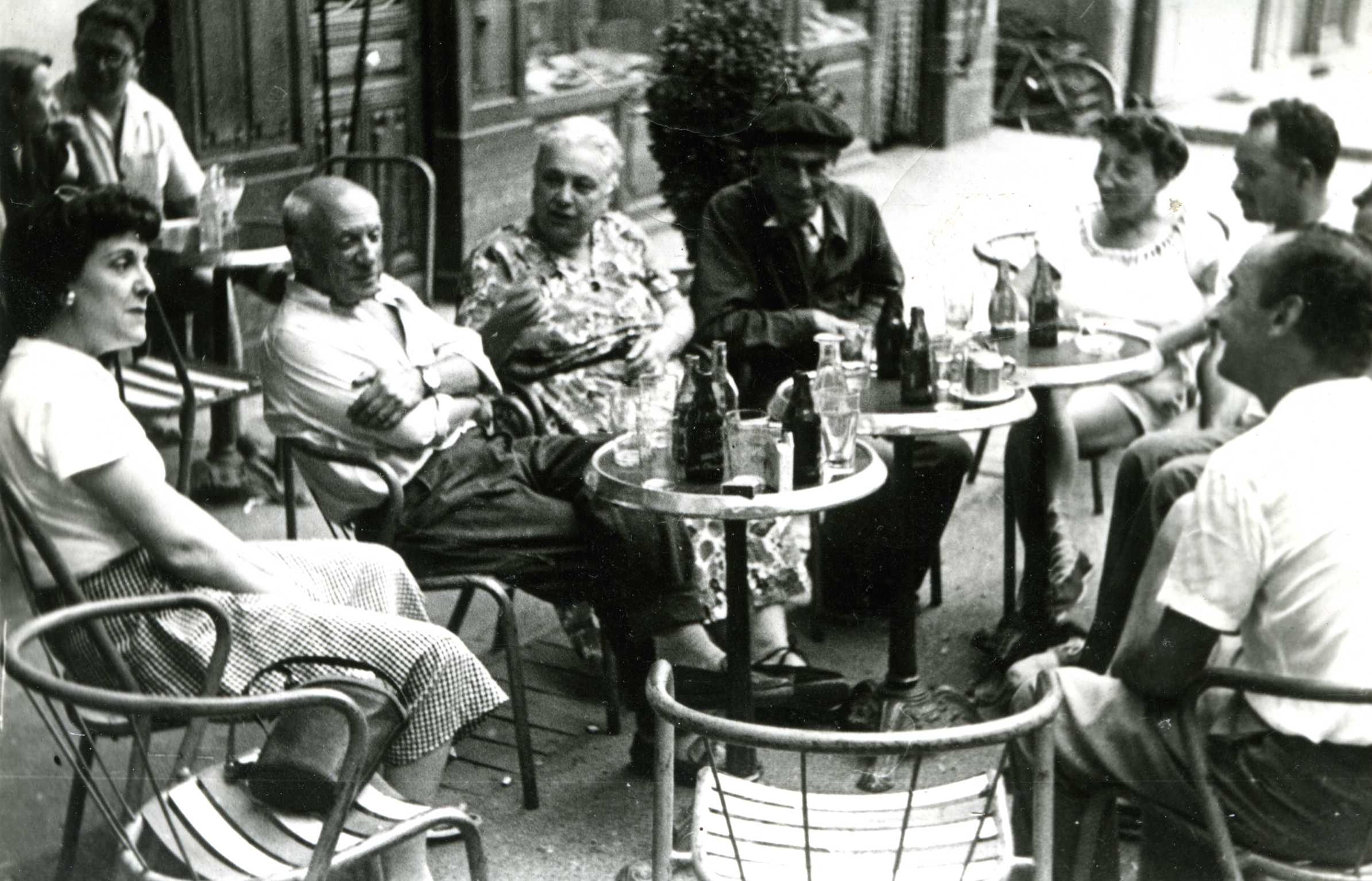
Els pintors Picasso, Pierre Brune, Consuelo Araoz i Eudaldo durant els anys 50 del segle XX a Ceret.

- Pierre Brune (1950-1956)
- Frank Burty Haviland (1956-1961)
- Augustin Bérard (1961-1964)
- Marc Jeanson (1964-1966)
- Claude Massé (1966-1969)
- Georges Badin (1969-1986)
- Josefina Matamoros (1986 - 2012)
- Nathalie Galissot (2012-).